# Лавіаї Нільсен
Лавіаї Ні́льсен (англ. Laviai Nielsen, нар. 13 березня 1996) — британська легкоатлетка, яка спеціалізується в бігу на короткі дистанції.

## Спортивні досягнення
Бронзова олімпійська призерка зі змішаного естафетного бігу 4×400 метрів та з аналогічної дисципліни серед жінок (2024). Олімпійська фіналістка (5-те місце) з естафетного бігу 4×400 метрів серед жінок (2021).
Срібна призерка чемпіонатів світу з естафетного бігу 4×400 метрів серед жінок (2017) та з аналогічної змішаної дисципліни (2023). Дворазова бронзова призерка чемпіонатів світу з естафетного бігу 4×400 метрів серед жінок (2022, 2023). Фіналістка (4-те місце) чемпіонату світу з естафетного бігу 4×400 метрів серед жінок (2019).
Бронзова призерка чемпіонату світу в приміщенні з естафетного бігу 4×400 метрів серед жінок (2024). Фіналістка (4-те місце) чемпіонату світу в приміщенні з бігу на 400 метрів (2024).
Бронзова призерка Світових естафет з естафетного бігу 4×400 метрів серед жінок (2021).
Срібна призерка чемпіонату світу серед юніорів з естафетного бігу 4×400 метрів серед жінок (2014).
Бронзова призерка чемпіонату Європи з естафетного бігу 4×400 метрів серед жінок (2022). Фіналістка чемпіонатів Європи з бігу на 400 метрів — 4-те місце у 2018 та 6-те місце у 2024.
Срібна призерка чемпіонатів Європи в приміщенні з естафетного бігу 4×400 метрів серед жінок (2017, 2019). Фіналістка (4-те місце) чемпіонату Європи в приміщенні з бігу на 400 метрів.
Посіла 3-тє місце з естафетного бігу 4×400 метрів серед жінок на командному чемпіонаті Європи (2017).
Чемпіонка Європи серед юніорів з бігу на 400 метрів та з естафетного бігу 4×400 метрів серед жінок (2015).
Чемпіонка Великої Британії з бігу на 400 метрів (2019, 2020). Чемпіонка Великої Британії в приміщенні з бігу на 400 метрів (2024).

## Сім'я
- Сестра — Ліна Нільсен (нар. 1996) — олімпійська призерка з естафетного бігу 4×400 метрів серед жінок (2024).

## Відео
- Фінальний забіг зі змішаного естафетного бігу 4×400 метрів на Олімпіаді-2024 на YouTube